# Ludvika Gammelgård
Ludvika Gammelgård är en hembygdsgård och ett friluftsmuseum i Ludvika i Dalarna. Här finns en bergsmansgård med tillhörande byggnader som till skillnad från andra hembygdsgårdar står på sin ursprungliga plats. Vid Ludvika Gammelgård finns även ett gruvmuseum och en fungerande konstgång. Det stora Östanberghjulet har blivit Gammelgårdens monument och "varumärke". Gammelgården, dess byggnader och museer drivs idag av Ludvika hembygdsförening. Uthusen är öppna för visning sommartid. Anläggningen ingår i Ekomuseum Bergslagen.

## Allmänt

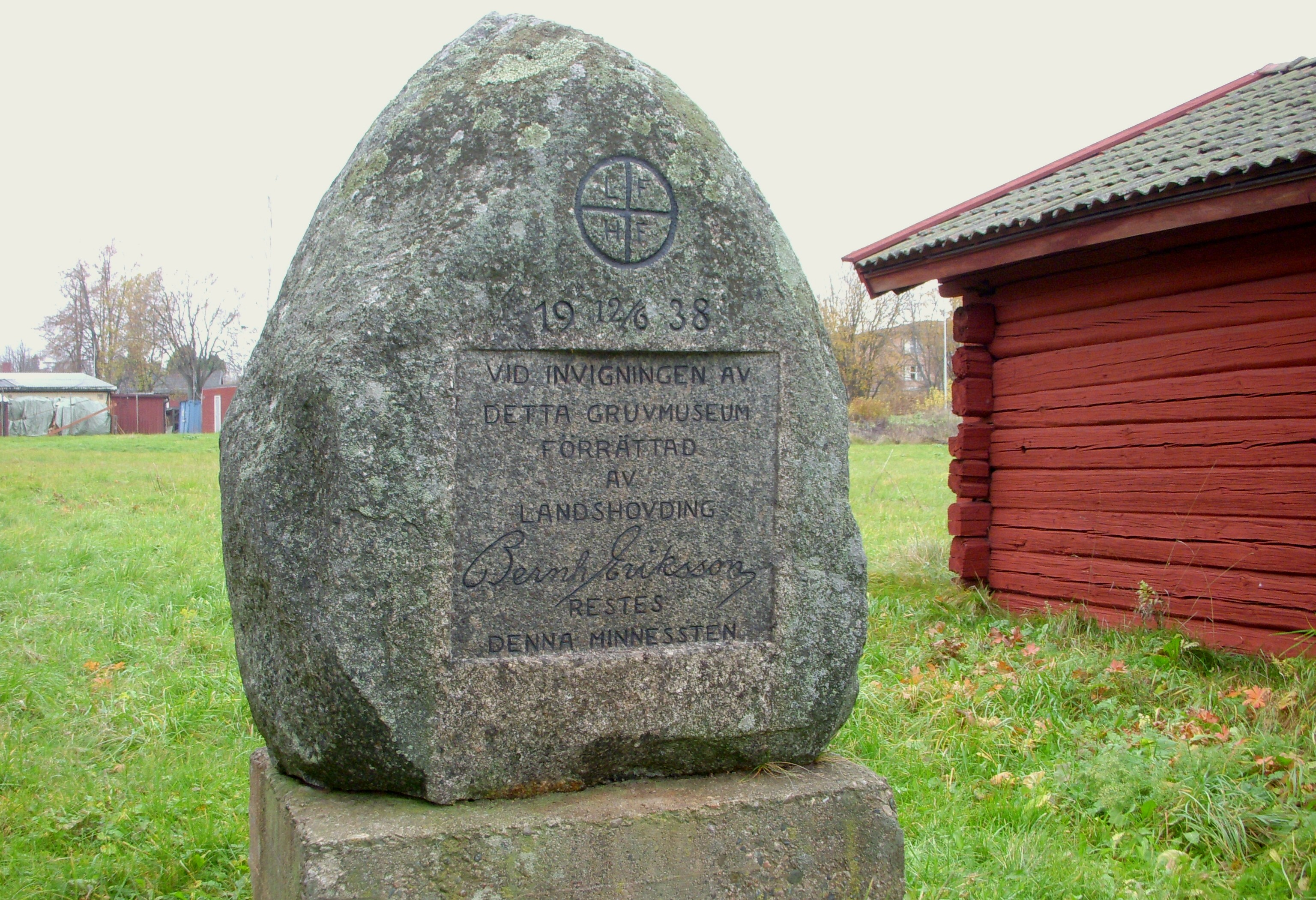
Minnessten, rest 12 juni 1938.

Gammelgården visar ett bergsmanshemman, som var bebott av samma släkt och deras tjänstefolk under flera hundra år. Ägarlängden är dokumenterad sedan 1500-talet, men det har funnits en gård på platsen ännu längre tillbaka.
Gårdens namn har varierat, den äldsta skrivningen från 1563 är Maranäs gård. Sedermera har den hetat bland annat Jonas Halvars nedre Marnäs och Sjöbergska gården.
Söder om järnvägsspåret driver Ludvika hembygdsförening också ett gruvmuseum som är ett tekniskt museum över äldre gruvteknik med friluftsuppställning av gamla gruvbyggnader och maskiner för malmbrytning. Museet invigdes den 12 juni 1938 av landshövding Bernhard Eriksson, en minnessten erinrar härom. Bland annat finns ett stort vattenhjul (Östanberghjulet), en fungerande stånggång, ett uppfordringstorn och byggnader för sovring och anrikning av malm. I en tidstypisk stuga kan man se hur en gruvarbetare bodde på 1930-talet.
På 1940- och 1950-talen flyttades även en del byggnader hit från andra platser i trakten för att skapa ”Bygdegården” bredvid den ursprungliga bergsmansgården. Denna del av anläggningen innehåller i huvudsak arbetslokaler och lokaler för sammankomster och fester.

## Byggnader och anläggningar i urval

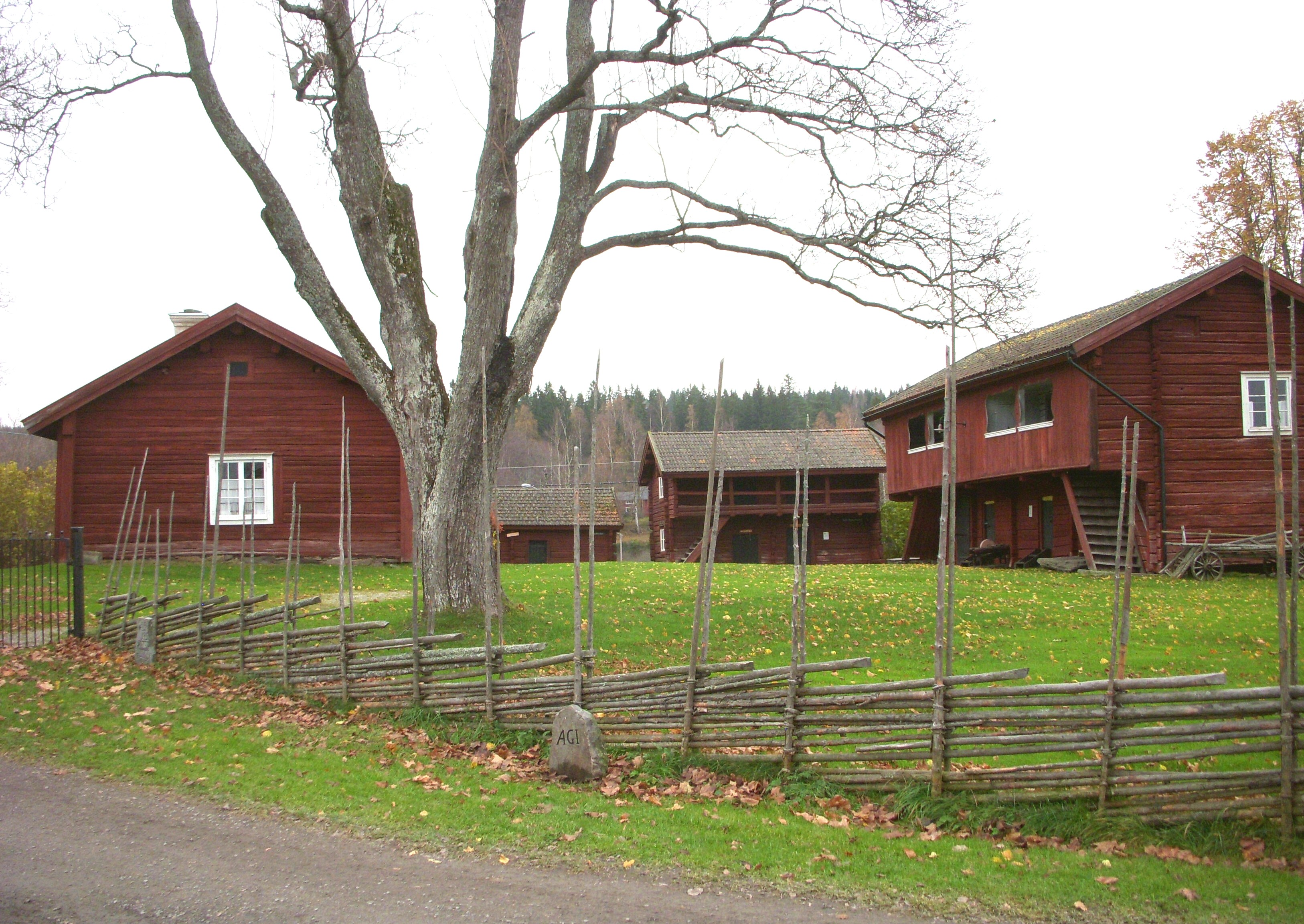
Bergsmansgården.

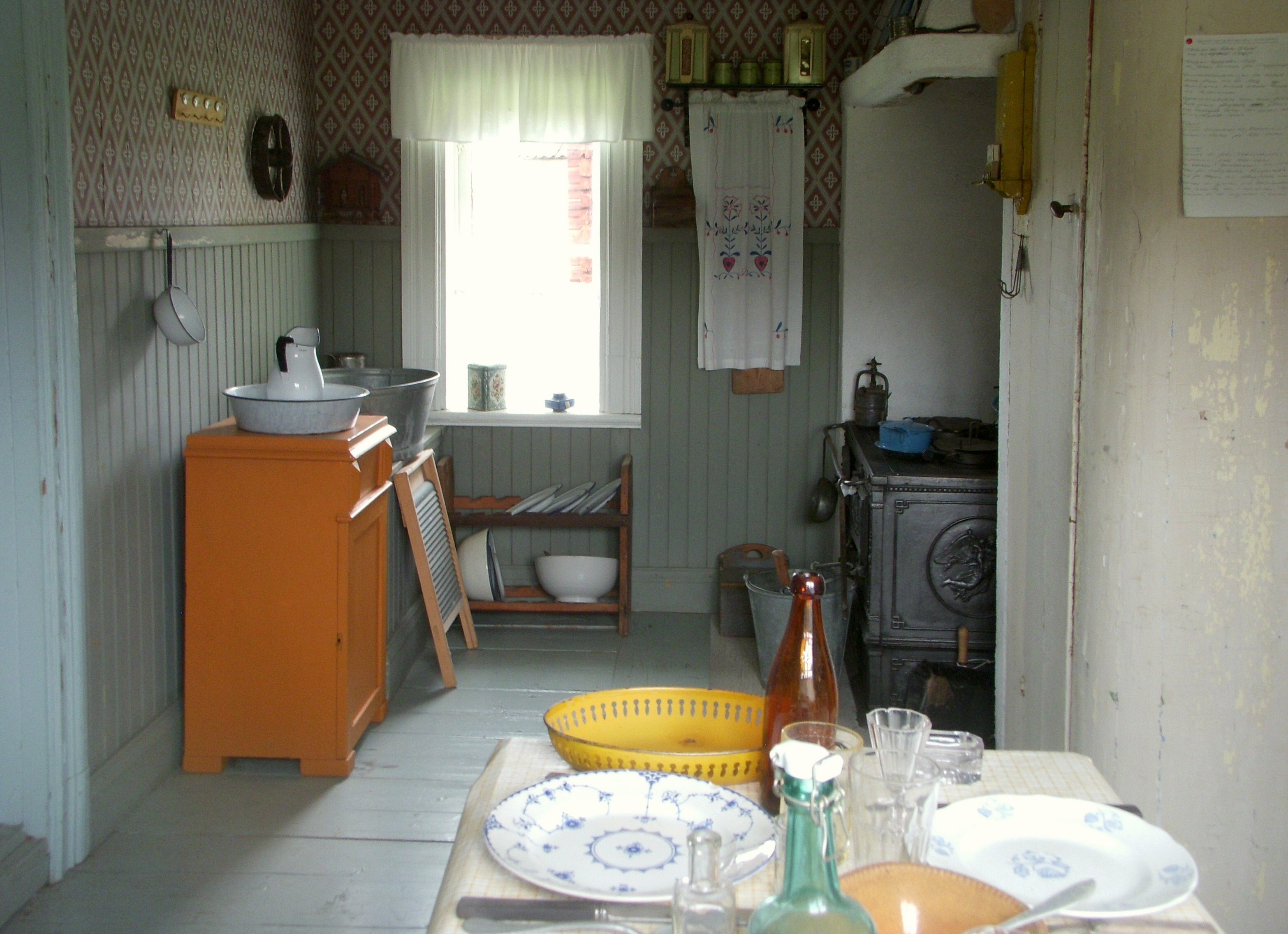
Gruvarbetarbostaden.

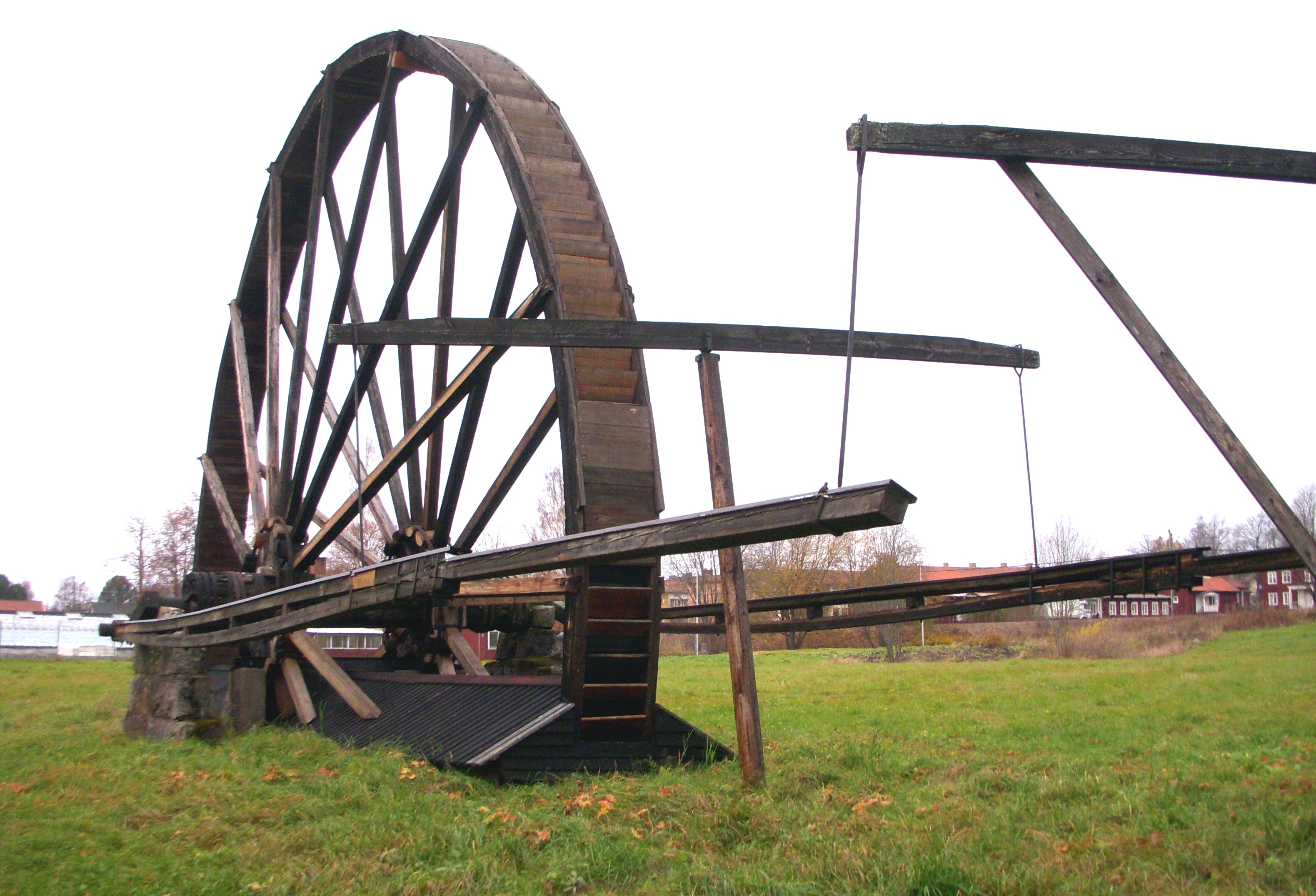
Östanberghjulet och stånggången.

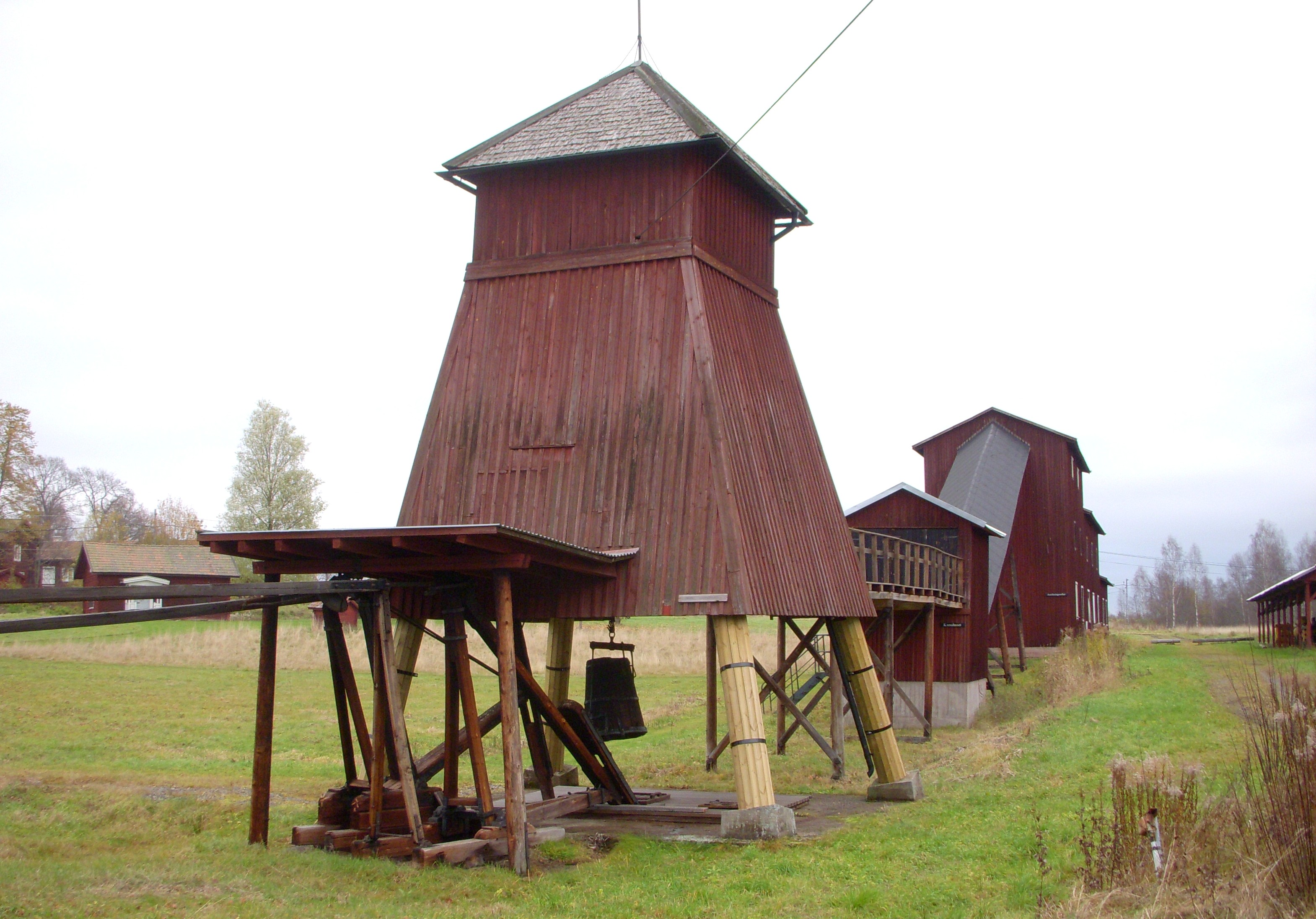
Gruvmuseets uppfordringstorn, sovrings- och anrikningsverk.

### Mangårdsbyggnaden
Mangårdsbyggnaden är Gammelgårdens  mest intressanta byggnad och själva bostadshuset för en bergsman med sin familj. Den rör sig om två timmerstugor, hopskarvade på längden. Den östra stugan är troligen från omkring 1650 som förlängdes på 1690-talet. Därefter bodde det två familjer här, till dess de två gårdarna åter slogs ihop i mitten av 1800-talet (av bergsmannen Sjöberg).
År 1922 förvärvade Ludvika hembygdsföreningen gården av dödsboet efter den siste brukaren, Harald Tholerus.

### Nasstun
Mittemot mangårdsbyggnaden står Nasstun (betyder nattstugan), som är en ovanligt stor loftbod. En inristning anger byggnadsåret 1770. Bottenvåningen innehöll tidigare förrådsbodar. På övervåningen fanns sovplatser för husfolket på sommartid. Senare inrättades en hyreslägenhet som var bebodd ända in på 1930-talet. Numera är alla lokalerna använda för museiändamål med bland annat en inredd skolsal, en utställning om hembränning  och diverse äldre föremål och redskap för matlagning, tvätt och bakning.

### Museiladan
Museiladan är bergsmansgårdens gamla tröskloge. Under 1940-talet ordnades i ladan en utställning av redskap för olika verksamheter som jordbruk, jakt, fiske, skogsarbete och husbyggnad. Denna utställning illustreras dessutom med instruktiva bilder utförda i stil av 1500-tals träsnitt. Den blev på sin tid berömd som nyskapande i sin uppläggning och har behållits oförändrad sedan dess.

### Bergslagens mineralmuseum
Bergslagens mineralmuseum är inrymd i ladugården. Här visas cirka 1000 vackra och ovanliga stenar från i första hand Norden. I museet finns 14 montrar varav 6 för systematisk presentation av mineralriket, 5 för mineral från bland annat Grängesbergs, Stollbergs och Garpenbergs gruvor. Dessutom ingår bergarter, meteoriter, fossiler och liknande i utställningen.

### Gästgivaregården
Gästgivaregården från Hellsjön är hitflyttad 1948 och stod tidigare en mil söderut utefter den gamla landsvägen mot Närke. Gästgivaregården uppfördes på 1850-talet. När på 1870-talet järnvägen kom minskade landsvägstrafiken och gästgiveriet dog ut. Gården stod slutligen öde under många år till den flyttades till Ludvika Gammelgård. Rummen är restaurerade och används som konferens- och festlokaler.

### Östanberghjulet
Det stora vattenhjulet flyttades 1930 hit från Östanbergs gruvområde. Med sina 15 meter i diameter var det ett av Sveriges största konsthjul. Beroende på vattenflödet snurrade hjulet 2 till 5 varv per minut vilket gav cirka fem hästkrafter. Som klimatskydd uppfördes ett timmerhus över hjulet. Kraften från vattenhjulet överfördes via en stånggång till gruvan, där det drev uppfordringsverk och vattenpumpar.

### Stånggång och anrikningsverk
I anslutning till Östanberghjulet finns även en cirka 50 meter lång fungerande konstgång (stånggång), som dock inte drivs av vattenhjulet utan av en elmotor. Det rör sig om en demonstrationsanläggning med växlar och vändskivor. Stånggången slutar vid ett uppfordringstorn där malmen med stora trätunnor vinschades upp till ytan. Härifrån passerade malmen genom ett sovrings och anrikningsverk, det är flera höga, faluröda byggnader i rad.